# هنری د لا بیچ
سر هنری تامس د لا بیچ دارندهٔ نشان حمام و همکار انجمن سلطنتی (زاده ۱۰ فوریه ۱۷۹۶ – درگذشته ۱۳ آوریل ۱۸۵۵) زمین‌شناس و دیرینه‌شناس انگلیسی، رئیس اولین مرکز پژوهش‌های زمین‌شناسی بریتانیا بود که به پیشگامان اولیه این رشته در روش‌های پژوهش‌های زمین‌شناسی کمک کرد. او اولین رئیس انجمن دیرینه‌شناسی بود.

## زندگی‌نامه
د لا بیچ در لندن به دنیا آمد. پدرش افسر نیروی زمینی بریتانیا بود و صاحب برده و املاکی در جامائیکا بود، ولی زمانی که پسرش هنوز جوان بود مرد. د لا بیچ اوایل زندگی‌اش را در کنار مادرش در لایم ریجیس گذراند. در همان‌جا از طریق دوستی با ماری انینگ به زمین‌شناسی علاقه‌مند شد. در ۱۴ سالگی ابتدا وارد کالج نظامی سلطنتی سندهرست و سپس مارلو، باکینگهام‌شر شد.
بهرحال، صلح ۱۸۱۵ حرفهٔ او را تغییر داد. د لا بیچ در سن ۲۱ سالگی به انجمن زمین‌شناسی لندن پیوست. یک گردآورندهٔ مشتاق فسیل و تصویرگر شد، و با ویلیام کونی‌بر در نوشتن مقالهٔ مهمی دربارهٔ کالبدشناسی ماهی‌خزنده‌سانان و نزدیک‌سوسمارسانان همکاری کرد، که این مقاله در ۱۸۲۱ در انجمن ارائه شد. او در طول زندگی یکی از اعضای فعال، مفید و برجستهٔ انجمن بود و از سال ۱۸۴۸ تا ۱۸۴۹ به رئیس انجمن شد. او از بسیاری از مکان‌های زمین‌شناسی مورد علاقه‌اش، نه تنها در بریتانیا، بلکه در فرانسه، جامائیکا و سوئیس بازدید کرد. در جامائیکا، از ۱۸۲۳ تا ۱۸۲۴، در زمین خودش در هالس‌هال کلارندون پریش ماند و شرح زمین‌شناسی خود در مورد جامائیکا را در ۱۸۲۷ منتشر کرد. پس از بازگشت به جنوب شرق انگلستان شروع به بررسی دقیق صخره‌های شهرستان‌های کورنوال و دوون کرد. تماس با اعضای انجمن معدن آن قسمت از کشور، به او ایدهٔ تهیهٔ نقشهٔ زمین‌شناسی انگلستان و جمع‌آوری و حفظ نمونه‌ها برای ارائه، آن‌ها، و کمک در توسعهٔ صنایع معدنی آن منطقه در آینده، را داد.

## نقشه‌برداری
سپس دولت د لا بیچ را برای همکاری با آژانس ملی نقشه‌برداری انگلستان منصوب کرد. این نقطه شروع نقشه‌برداری زمین‌شناسی بریتانیا بود، به‌طور رسمی در سال ۱۸۳۵ زمانی که د لا بیچ به عنوان مدیر منصوب شد، به رسمیت شناخته شد.در سال ۱۸۴۳، به عنوان اولین مدیر موزه زمین‌شناسی عملی در خیابان جرمین، بسیاری از کتاب‌های خود را برای ایجاد کتابخانه اهدا کرد.
افزایش فروشگاه‌های نمونه با ارزش در حال وردد به لندن بود، و ساختمان وایت‌هال، جایی که موزهٔ تازه تأسیس موزه اقتصادی (بعدها عملی) زمین‌شناسی قرار داشت، خیلی کوچک شد. د لا بیچ از مقامات درخواست کرد تا یک مکان بزرگتر را فراهم کنند و کل مجموعه علمی را که او رئیسش بود گسترش دهند. مجلس بریتانیا مجوز ساخت یک موزه در خیابان جرمین لندن، و سازمانی متشکل از استادان با آزمایشگاه‌ها و لوازم دیگر را تصویب کرد. موسسه‌ای، که در آن ادارات تحقیقات زمین‌شناسی، موزه زمین‌شناسی عملی، مدرسه سلطنتی معادن و دفتر ثبت معادن ادغام شده بود، در سال ۱۸۵۱ افتتاح شد.